# Corpos de Borremose
Os Corpos de Borremose são três corpos de pântanos que foram encontrados no turfeiro de Borremose em Himmerland, Dinamarca. Recuperados entre 1946 e 1948, os corpos de um homem e duas mulheres foram datados da Idade do Bronze Nórdica. Em 1891, o caldeirão Gundestrup foi encontrado em um pântano nas proximidades. 

## Homem de Borremose

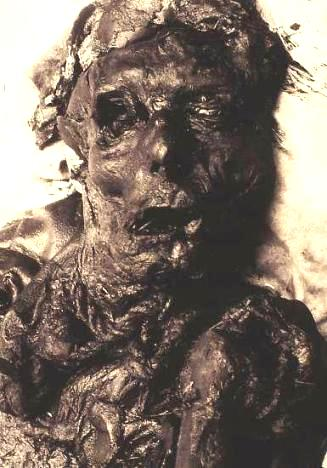
O Homem Borremose na época de sua descoberta

Esquema das partes do corpo preservadas de Borremose Man logo após sua descoberta em 1946: vermelho = fraturas, bege = tecidos moles, cinza / branco = ossos.

Em 1946, o homem de Borremose foi descoberto por turfeiros na parte sul de Borremose. Primeiro considerado uma vítima de assassinato, o corpo foi posteriormente determinado como um corpo de pântano. O corpo foi encontrado meio metro abaixo de uma camada de gravetos de bétula. O corpo estava nu e dois casacos de pele de ovelha e um boné de tecido estavam ao lado dele.
A análise forense estimou a altura do homem em 1,55 m       e a datação por carbono colocou a idade do corpo em c. 700 a.C. O Homem de Borremose foi encontrado com 36 cm de corda com um nó corrediço no pescoço, indicando a morte por estrangulamento. No entanto, o exame também revelou um golpe esmagador na parte de trás do crânio e o fêmur direito foi quebrado. 

## Borremose II

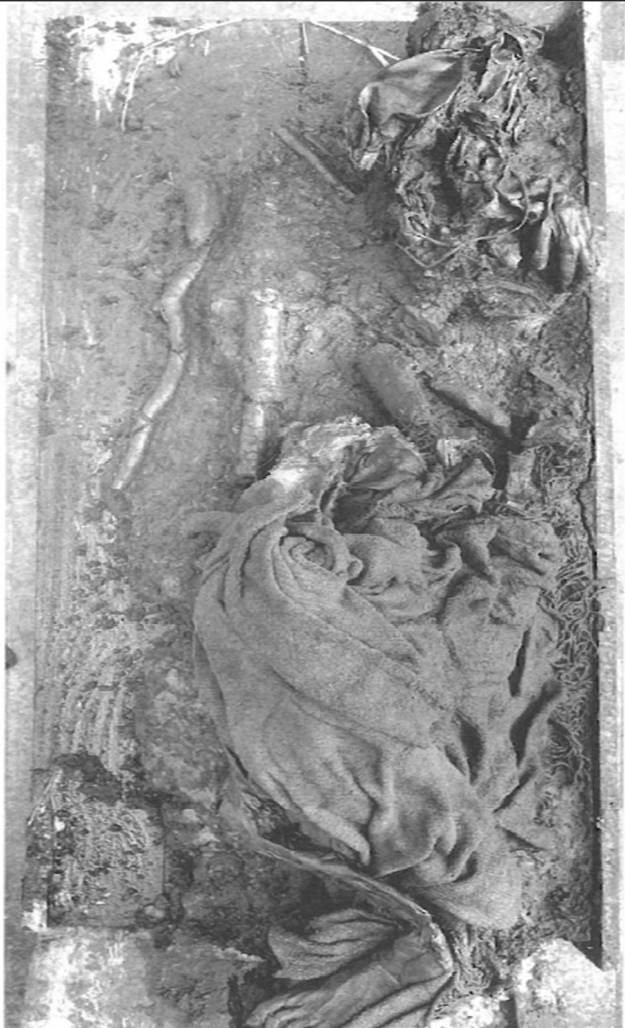
Borremose II

Em 1947, um corpo, chamado de  Borremose II, foi descoberto no pântano de Borremose, a cerca de um quilômetro de distância do homem. Acredita-se que o cadáver seja do sexo feminino, embora a decomposição tenha dificultado a certeza. O corpo de pântano foi deitado de barriga para baixo com 60 cm de profundidade em uma base de casca de bétula. Nas imediações havia galhos de bétula; diretamente no corpo eram três de aproximadamente 10 cm da mesma espessura. O crânio estava fraturado e o cérebro era visível. O tronco superior estava nu, enquanto a parte inferior do corpo estava coberta por uma capa de tecido de sarja de quatro camadas e um xale com franjas. Essas duas peças de vestuário estão agora em exibição no Museu Nacional da Dinamarca, em Copenhague. É incerto se o corpo foi revestido no momento em que foi depositado, porque as roupas de materiais vegetais, como fibras de linho, podem ser passadas na turfa ácida. Um cordão de couro com um cordão de âmbar e uma placa de bronze estavam em volta do pescoço. O crânio foi esmagado e a perna direita foi quebrada abaixo do joelho. Os ossos de uma criança e uma jarra de cerâmica estavam por perto. Como o corpo estava em grande parte deteriorado, outras análises forenses foram dificultadas. Mais tarde, a datação por carbono elevou a idade dos restos para cerca de 400 a.C.

## Mulher de Borremose

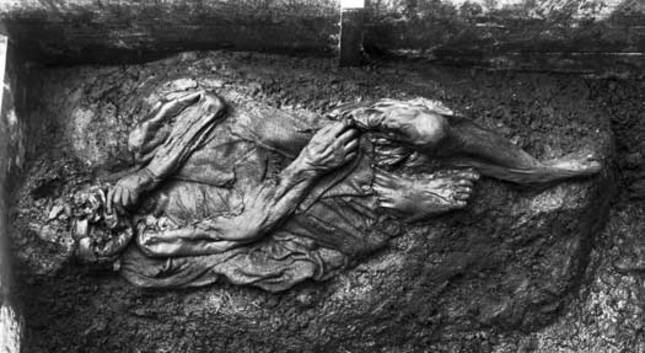
A Mulher Borremose na época de sua descoberta

O corpo de outra mulher (conhecido como Borremose III ou Mulher de Borremose) foi recuperado em 1948, aproximadamente 400 metros ao sul do homem Borremose. Sua faixa etária aproximada no momento da morte era de 20 a 35 anos. A Mulher de Borremose foi encontrada deitada de bruços, o corpo envolto em uma roupa de lã. O couro cabeludo e os cabelos de um lado da cabeça haviam sido separados; no entanto, isso foi considerado um dano causado pelas pás dos escavadores de turfa. O crânio e a face foram esmagados e a deterioração do pescoço impediu a detecção de estrangulamento. O reexame mostrou que os danos ao crânio ocorreram após a morte e foram causados pela desmineralização dos ossos, bem como pela pressão da turfa. A datação por carbono define a idade do corpo para c. 770 (+/- 100) anos.
Em 1984, um exame forense foi realizado por Andersen e Geert Inger e Elisabeth Munksgaard do Museu de História Natural de Copenhague. O exame confirmou que o dano no couro cabeludo não havia ocorrido antes da morte. Os cientistas não conseguiram chegar a uma conclusão sobre a causa da morte, seja por assassinato, suicídio, acidente ou causas naturais.